# Antena śrubowa

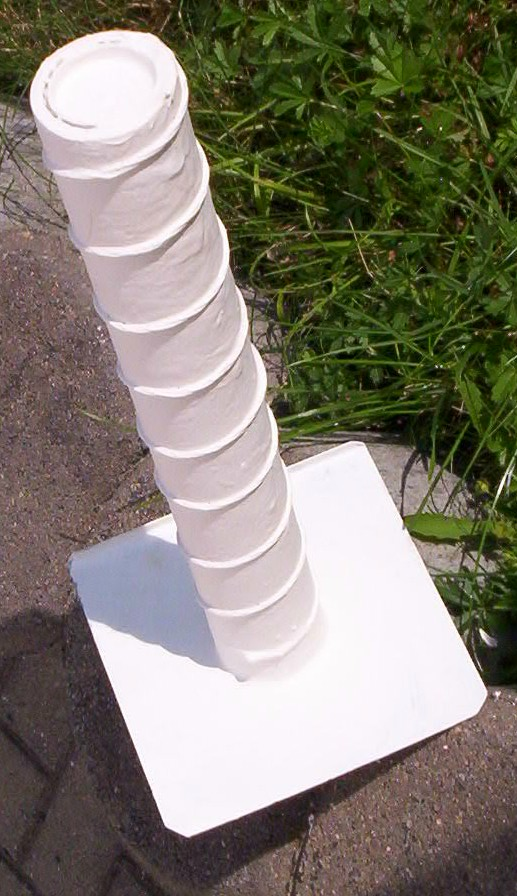
Antena śrubowa używana w sieciach WLAN, pracująca przy częstotliwości około 2,5 GHz

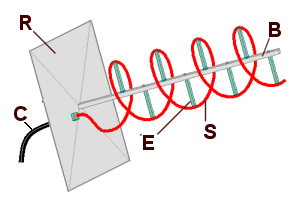
B – centralny wspornik
C – kabel koncentryczny
E – dystanse/wsporniki dla helisy
R – reflektor/podstawa
S – śrubowy element powietrzny

Antena śrubowa (helikalna) jest zbudowana z odcinka przewodnika zwiniętego w kształt helisy. Została wynaleziona i opisana w 1947 roku przez Johna Daniela Krausa.
Ten typ anten jest stosowany przede wszystkim w zakresie mikrofal. Anteny śrubowe mogą pracować w dwóch trybach: normalnym i osiowym.
Tryb normalny charakteryzuje się tym, że średnica anteny jest mała w porównaniu z długością fali. W tym trybie maksimum promieniowania występuje na kierunku prostopadłym do osi anteny, zaś wytwarzana fala ma polaryzację eliptyczną. Zysk energetyczny tej anteny jest niski, ponieważ antena pracująca w trybie normalnym jest elektrycznie krótka. Charakterystyka promieniowania nie zależy od liczby zwojów.
W trybie osiowym wymiary pojedynczego zwoju są podobne lub większe od długości fali. Kierunek maksymalnego promieniowania w tym przypadku pokrywa się z osią anteny, a polaryzacja fali jest zbliżona do kołowej. Anteny śrubowe w trybie osiowym mogą mieć polaryzację zgodną lub przeciwną do ruchu wskazówek zegara. Jeśli odbierany sygnał jest spolaryzowany liniowo (poziomo lub pionowo), nie sprawia to problemów. Jednak odbieranie sygnału spolaryzowanego zgodnie z ruchem wskazówek zegara przez antenę spolaryzowaną przeciwnie (lub na odwrót) powoduje znaczną stratę mocy.
Maksymalny zysk kierunkowy wynosi:
{\displaystyle D_{o}\simeq 15N{\frac {C^{2}S}{\lambda ^{3}}}.}
Kąt połowy mocy (w stopniach) określony jest wzorem:
{\displaystyle HPBW\simeq {\frac {52\lambda ^{3/2}}{C{\sqrt {NS}}}},}
gdzie:
{\displaystyle C} – obwód pojedynczego zwoju,
{\displaystyle S} – odstęp pomiędzy zwojami,
{\displaystyle N} – liczba zwojów,
{\displaystyle \lambda } – długość fali.
Impedancja końcowa w trybie osiowym wynosi od 100 do 200 Ω. Rezystancja wynosi w przybliżeniu:
{\displaystyle R\simeq 140\left({\frac {C}{\lambda }}\right),}
gdzie:
{\displaystyle R} – rezystancja,
{\displaystyle C} – obwód pojedynczego zwoju,
{\displaystyle \lambda } – długość fali.